# 維澤島 (冰島)

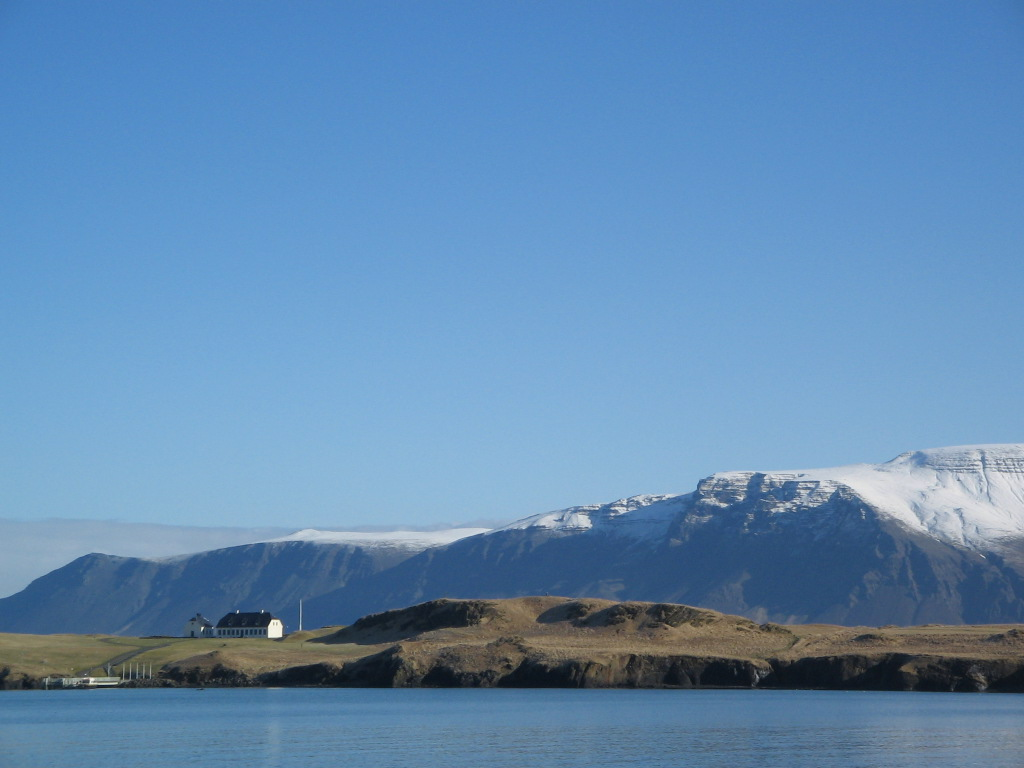
从雷克雅未克眺望维泽岛，背景为埃夏山

維澤島是冰島的島嶼，位於首都雷克雅未克附近的大西洋海域，長2.9公里、寬0.72公里，面積1.59平方公里，最高點海拔高度32米，島上無人居住。